# 林烶
林烶（1475年—？），字廷光，福建福州府閩縣人，民籍，明朝政治人物。

## 生平
弘治十一年（1498年）戊午科福建鄉試第十三名舉人。弘治十五年（1502年）中式壬戌科會試第六十三名，二甲第六十八名進士。

## 家族
曾祖林琰，贈戶部主事；祖父林滔；父林機，監生。母沈氏。具庆下。